# Галецький Петро Семенович
Галецький Петро Семенович (* бл.1710, Погар — †25 серпня 1754, Глухів) — полковник Гадяцького полку. Походив з старовинного козацького роду. Син Семена Галецького. Вихованець Києво-Могилянської академії.

## Біографія
У 1725-1727 роках Петро Галецький навчався в Києво-Могилянській академії. З 1727 року вивчав риторику та був віце-секретарем Старшої конгрегації — Congregatio Major (студентського братства).
У 1734-1738 роках він заміняв батька на посаді стародубського сотника (у спадок отримав 178 дворів). Брав участь у поході російської армії на Крим (1738). Після загибелі в бою гадяцького полковника Г. Граб'янки за наказом маршала П. Лассі призначений на його уряд (6 липня 1738).
Одружений з Катериною Василівною Лоренцовою. Ймовірно, їхній син Петро Петрович Галецький, бунчуковий товариш (1754), зять генерального писаря А. Безбородька, також здобув освіту в Києво-Могилянській академії.